# Базін (Канзас)
Базін (англ. Bazine) — місто (англ. city) в США, в окрузі Несс штату Канзас. Населення — 282 особи (2020).

## Географія
Базін розташований за координатами 38°26′46″ пн. ш. 99°41′34″ зх. д. / 38.44611° пн. ш. 99.69278° зх. д. (38.446063, -99.692748).  За даними Бюро перепису населення США в 2010 році місто мало площу 1,13 км², уся площа — суходіл.

## Демографія
Згідно з переписом 2010 року, у місті мешкали 334 особи в 135 домогосподарствах у складі 92 родин. Густота населення становила 296 осіб/км².  Було 179 помешкань (159/км²).
Расовий склад населення:
| - 83,8 % — білих - 2,4 % — корінних американців - 12,3 % — осіб інших рас |

До двох чи більше рас належало 1,5 %. Частка іспаномовних становила 25,7 % від усіх жителів.
За віковим діапазоном населення розподілялося таким чином: 28,4 % — особи молодші 18 років, 53,3 % — особи у віці 18—64 років, 18,3 % — особи у віці 65 років та старші. Медіана віку мешканця становила 37,8 року. На 100 осіб жіночої статі у місті припадало 97,6 чоловіків;  на 100 жінок у віці від 18 років та старших — 92,7 чоловіків також старших 18 років.
Середній дохід на одне домашнє господарство  становив 48 760 доларів США (медіана — 35 750), а середній дохід на одну сім'ю — 65 817 доларів (медіана — 44 063). За межею бідності перебувало 39,3 % осіб, у тому числі 64,6 % дітей у віці до 18 років та 14,6 % осіб у віці 65 років та старших.
Цивільне працевлаштоване населення становило 142 особи. Основні галузі зайнятості: сільське господарство, лісництво, риболовля — 37,3 %, освіта, охорона здоров'я та соціальна допомога — 23,9 %, фінанси, страхування та нерухомість — 9,9 %, оптова торгівля — 6,3 %.